# Mestre Zé do Carmo

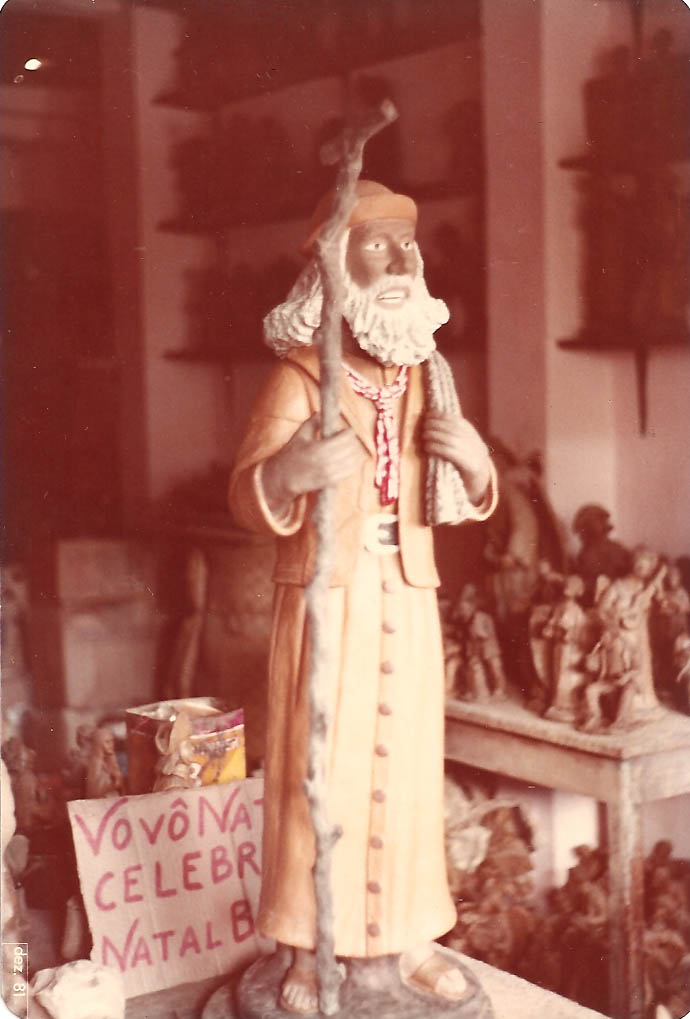
Vovô Natalino, escultura para contrapor a Papai Noel

José do Carmo Souza, mais conhecido como Mestre Zé do Carmo (Goiana, 19 de novembro de 1933 — Goiana, 26 de abril de 2019), foi um ceramista brasileiro. Começou a trabalhar com o barro em 1941, quando tinha 7 anos de idade, e foi considerado desde 2002 um Patrimônio Vivo de Pernambuco.
No ano de 1980, ele, a pedido de Dom Hélder Câmara, criou uma escultura para ser entregue ao Papa João Paulo II, mas o arcebispo não aprovou a escultura, de um anjo com cara de cangaceiro, dizendo que aquela imagem era profana. A peça então foi vetada e nunca chegou às mãos do Papa, e hoje, in memoriam, se encontra na cidade de Goiana, no ateliê de Zé do Carmo.
Zé do Carmo morreu em 26 de abril de 2019 durante internação no hospital Belarmino Correia, em decorrência de uma parada cardíaca resultante de problemas pulmonares contra os quais lutava havia 10 anos.

## Obras do Autor:

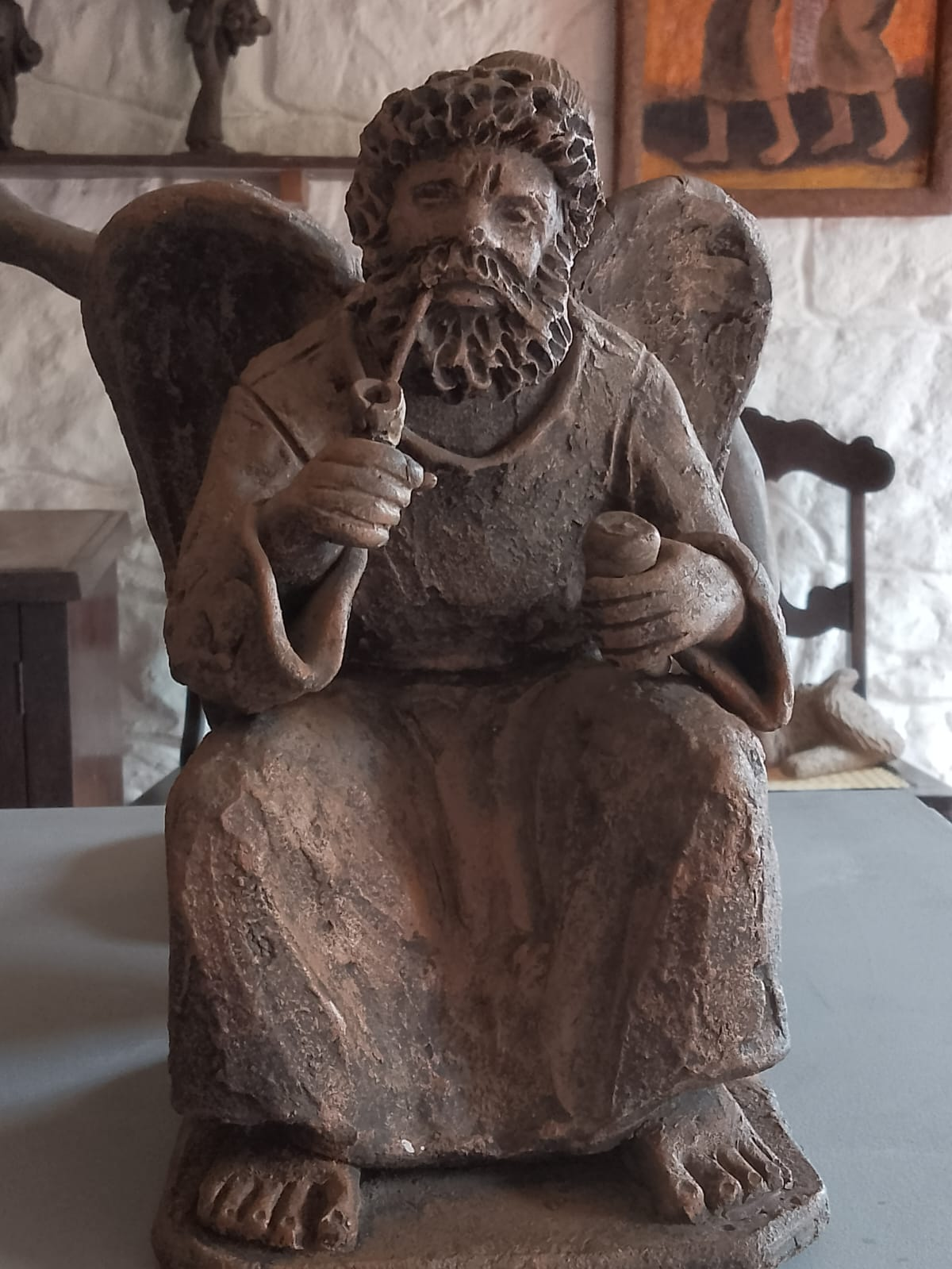
Exemplo de um tema icônico do Mestre Zé do Carmo, onde o autor transforma figuras típicas e populares de sua região em "Anjos".
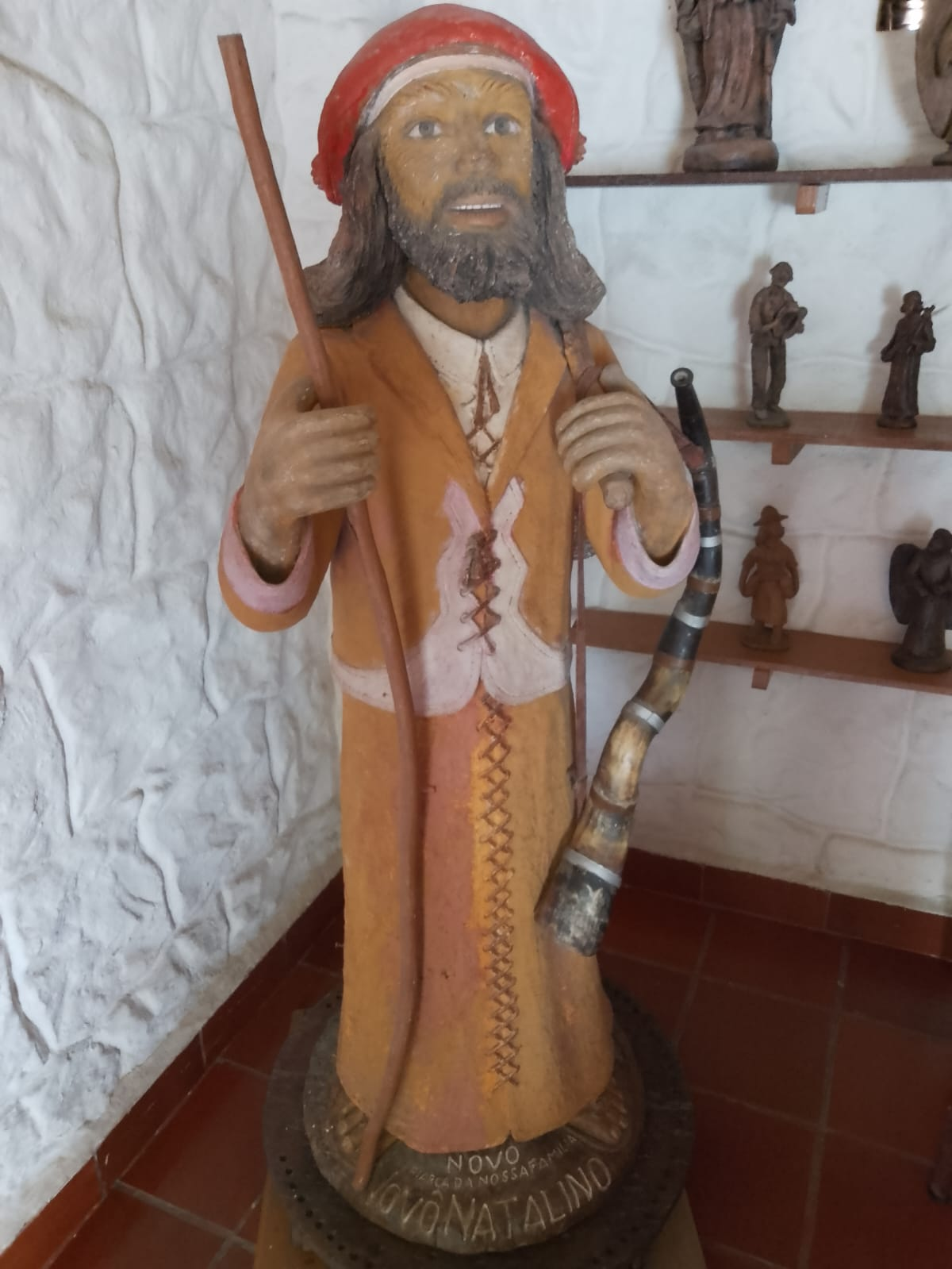
"Vovô Natalino", em tamanho real.
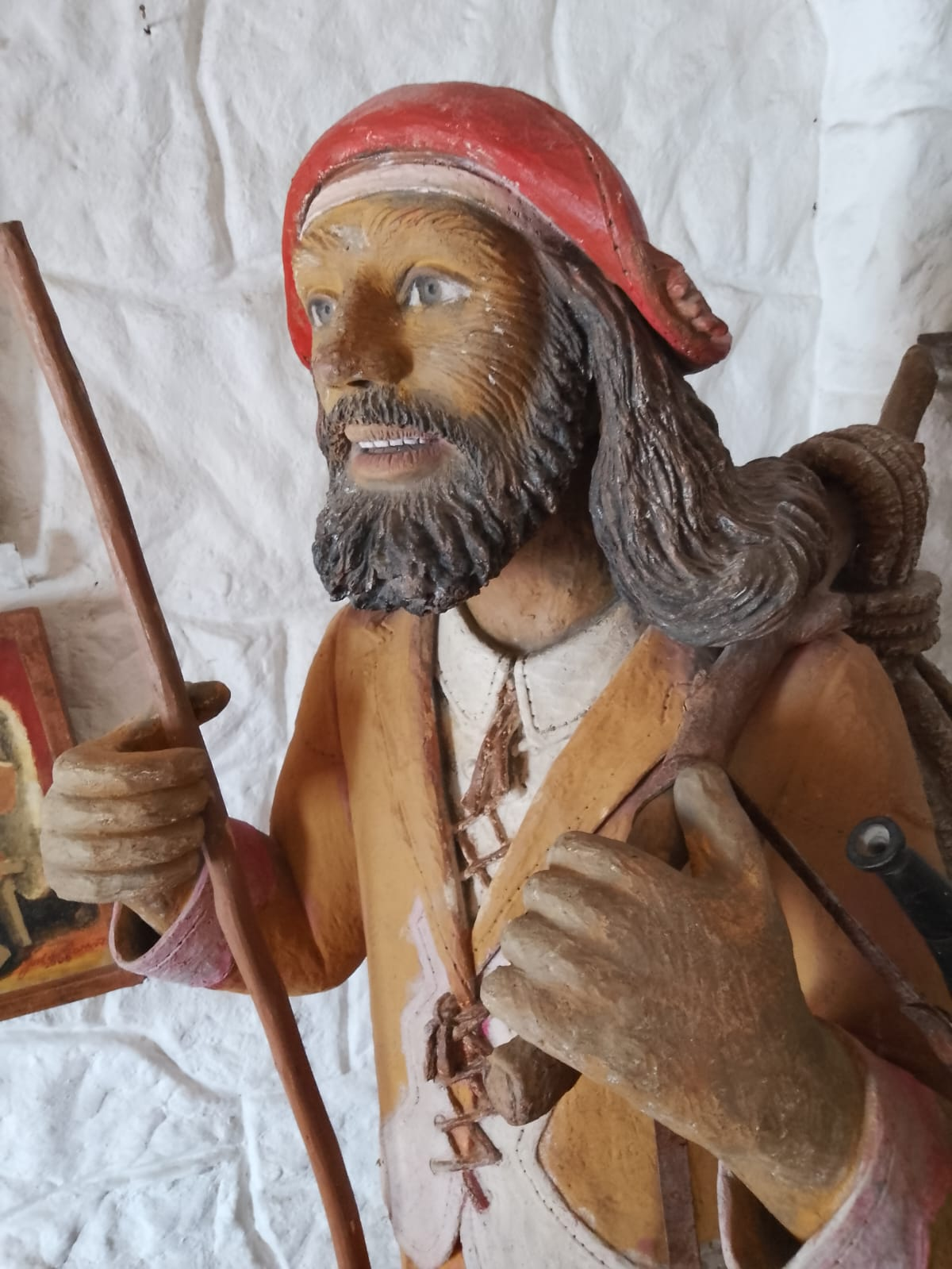
Vovô Natalino, detalhe.
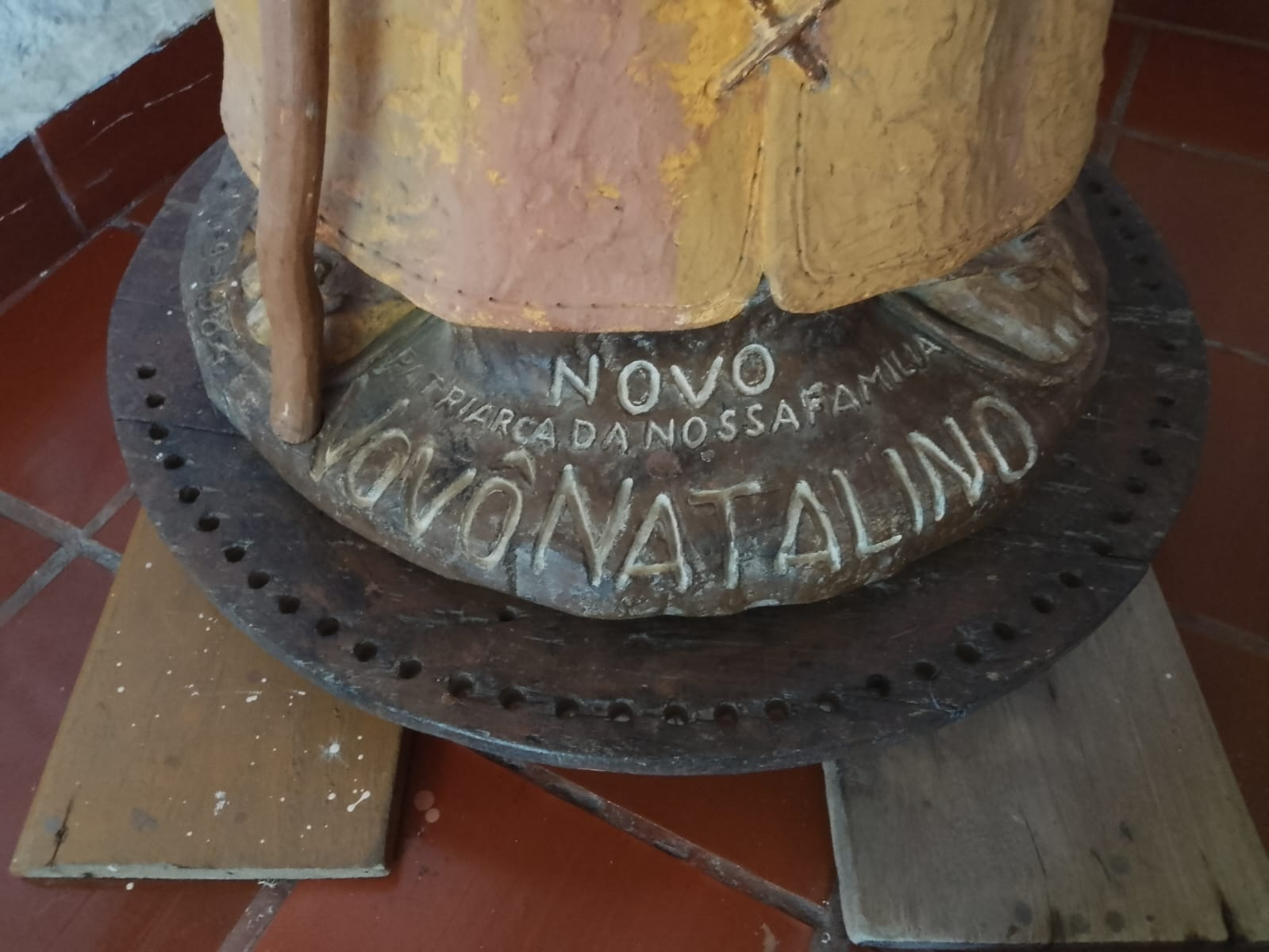
Vovô Natalino, detalhe e legenda.
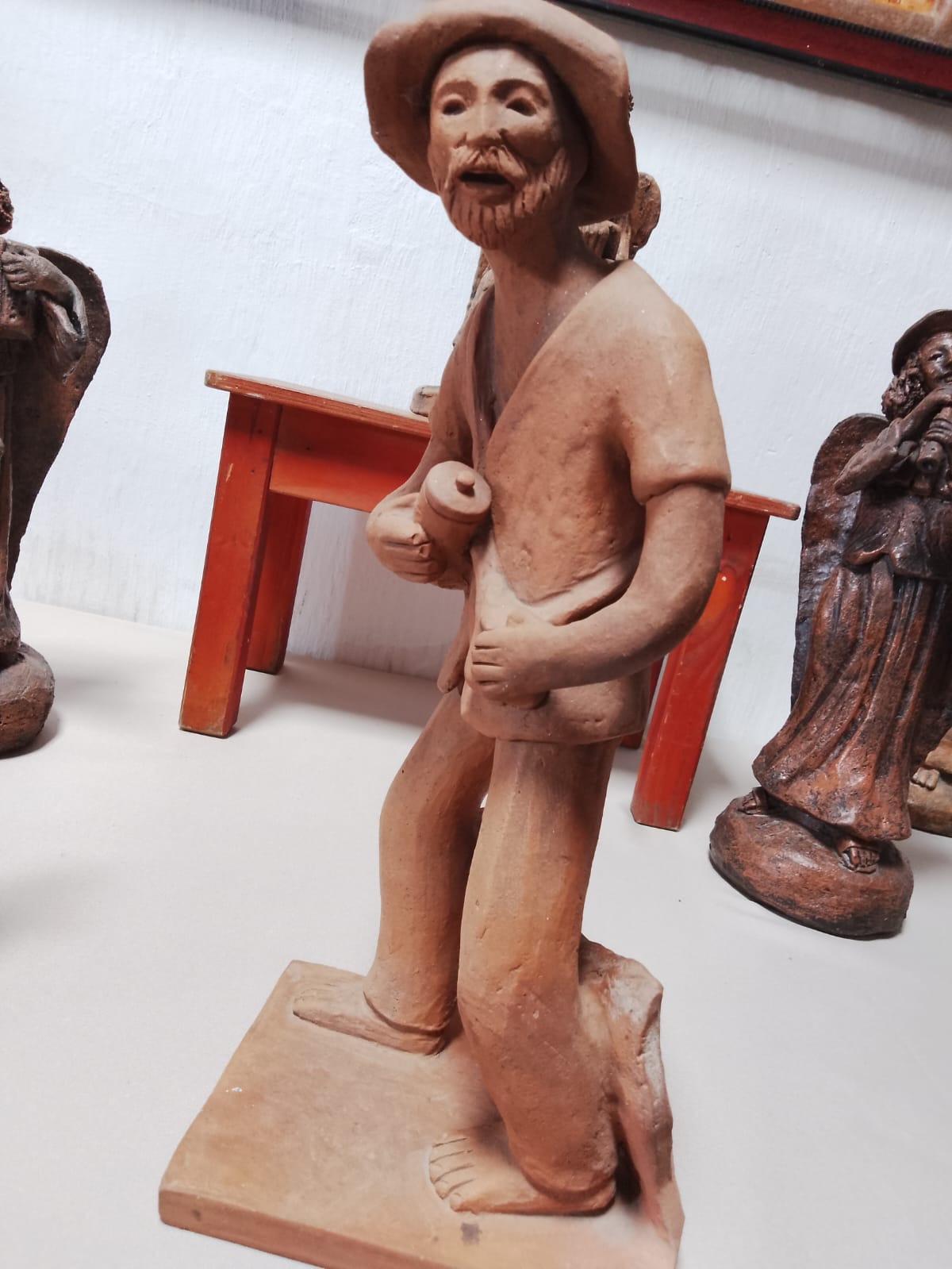
Representação de um homem comum
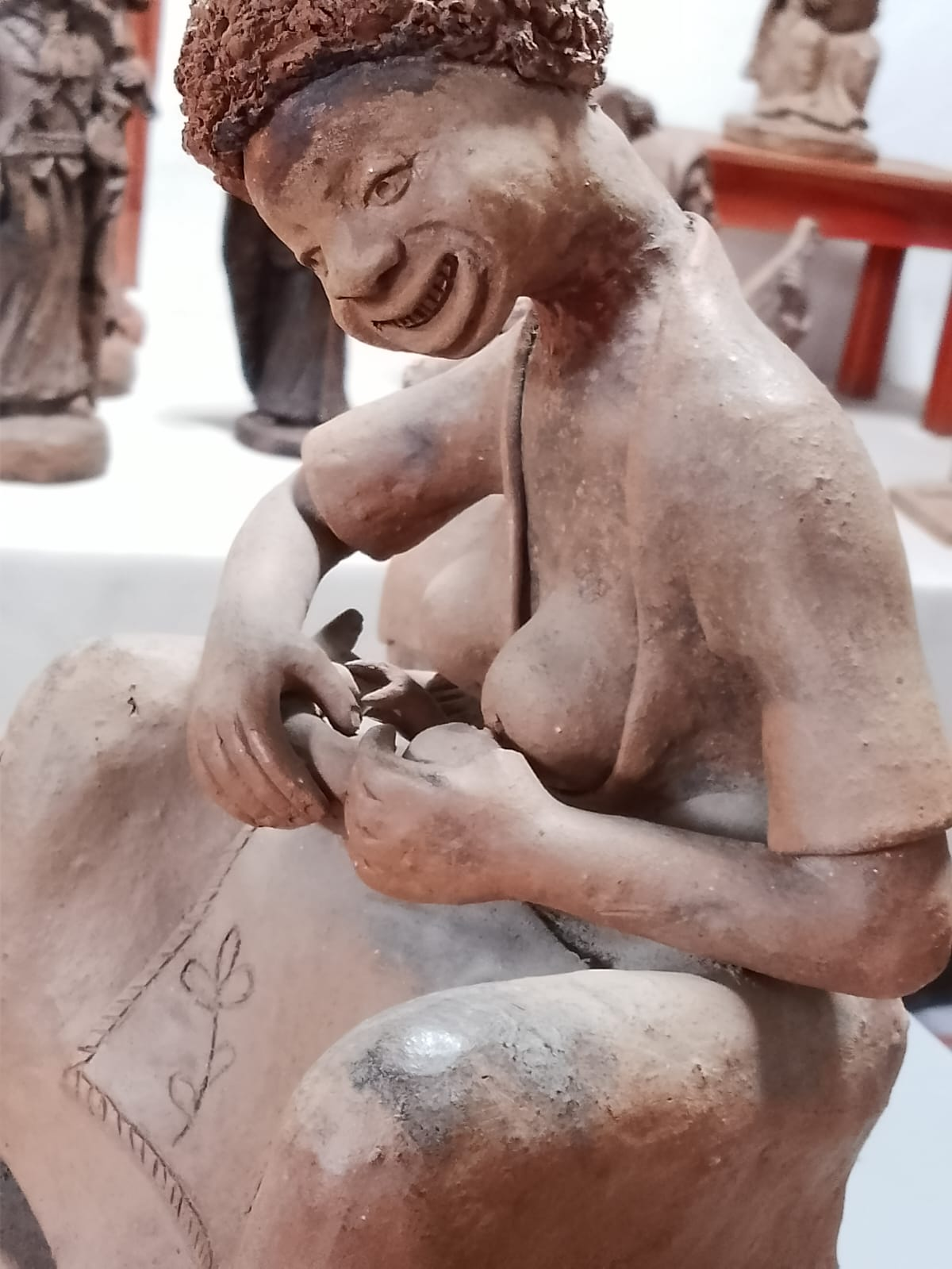
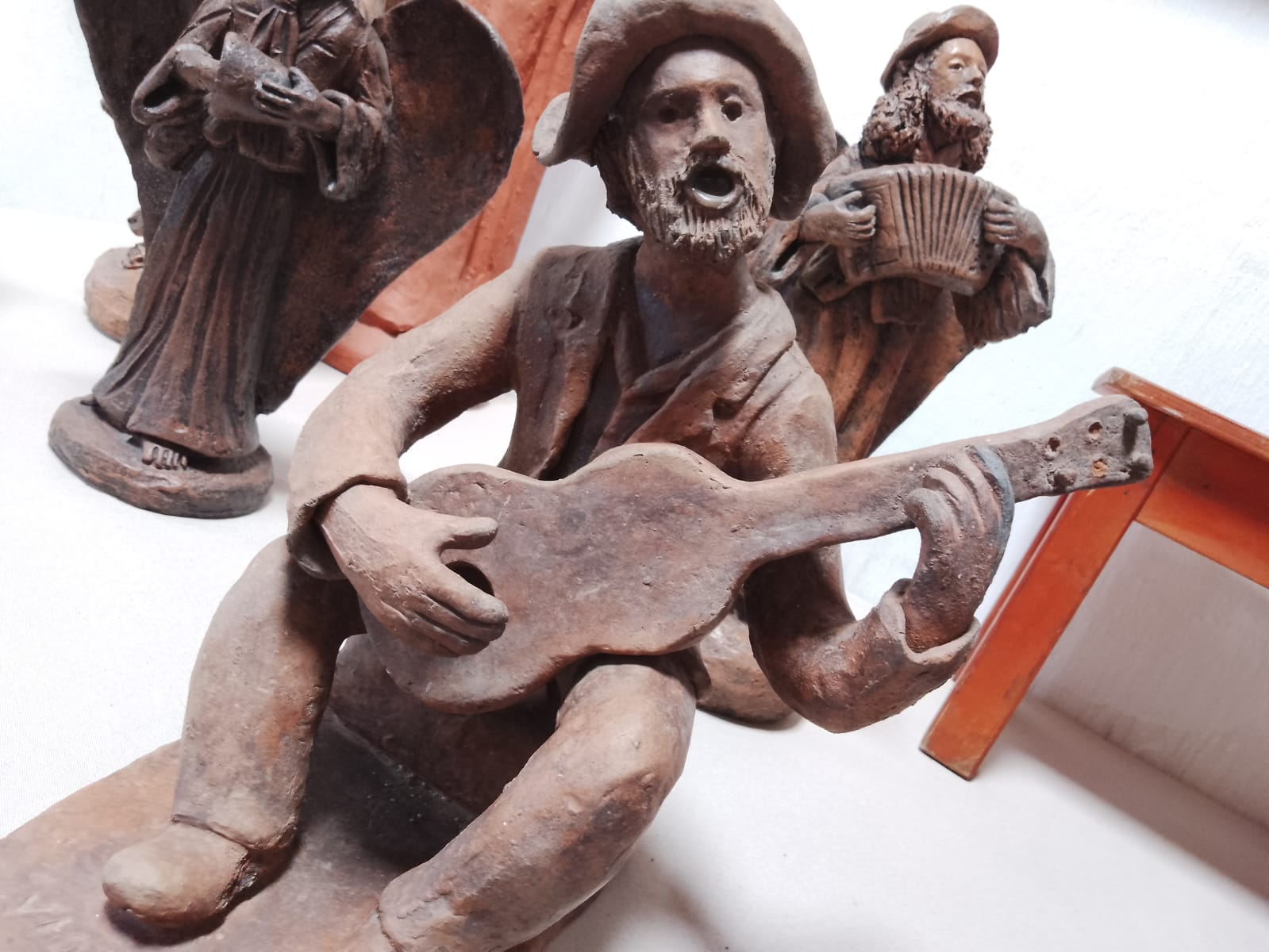
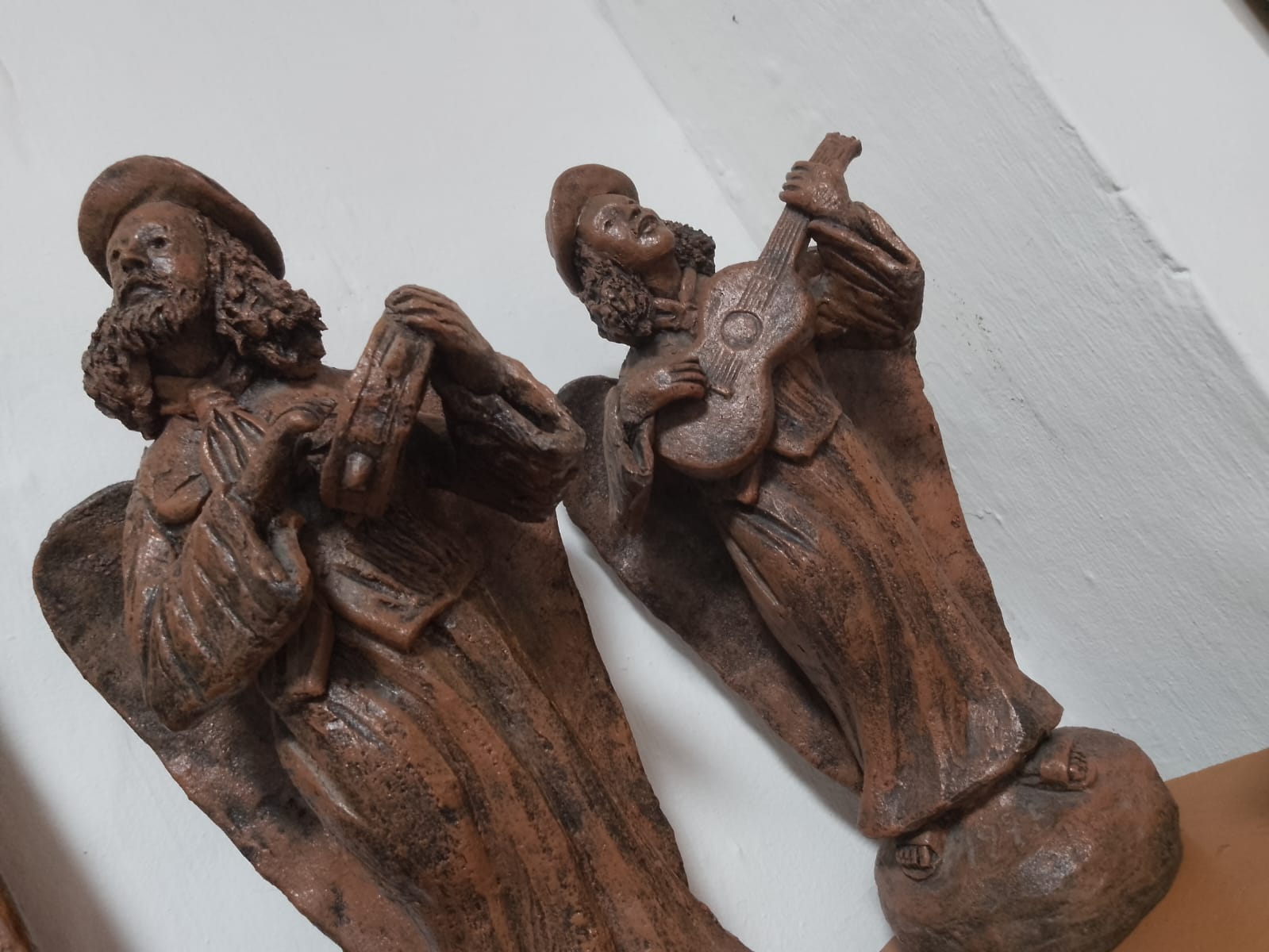
Músicos-Anjos, com traços populares e instrumentos típicos da região do autor. Outro tema icônico de Zé do Carmo.
Outra atividade artística praticada pelo artesão em vida foi a pintura.